# M'Liliha
M'Liliha è un comune dell'Algeria, situato nella provincia di Djelfa.